# Суріс (річка)
Суріс (англ. Souris River)  — річка в Канаді, що протікає в провінціях Саскачеван і Манітоба, а також по території США (Північна Дакота). Бере початок на південному сході Саскачевану, впадає в річку Ассінібойн в Манітобі. На території Північної Дакоти згадується під назвою Маус.